# Herman Doomer
Herman Doomer, eigenlijk Hermann Dommers (Anrath, ca. 1595 – Amsterdam, 1650) was een Duits-Nederlands meubelmaker en vader van de kunstschilder Lambert Doomer.

## Levensloop

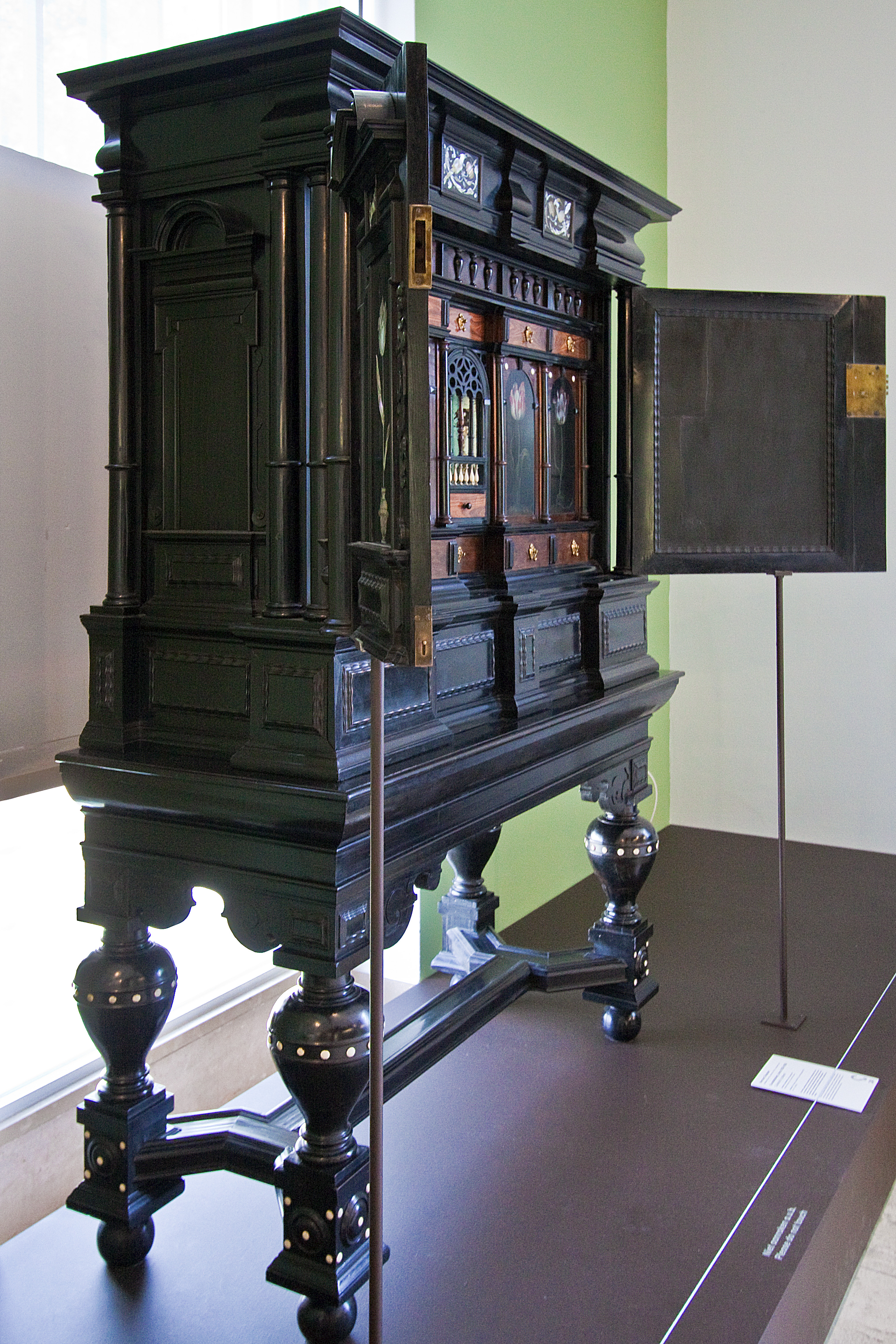
Tulpenkabinet (ca. 1635-1650, Museum Boijmans Van Beuningen, Rotterdam)

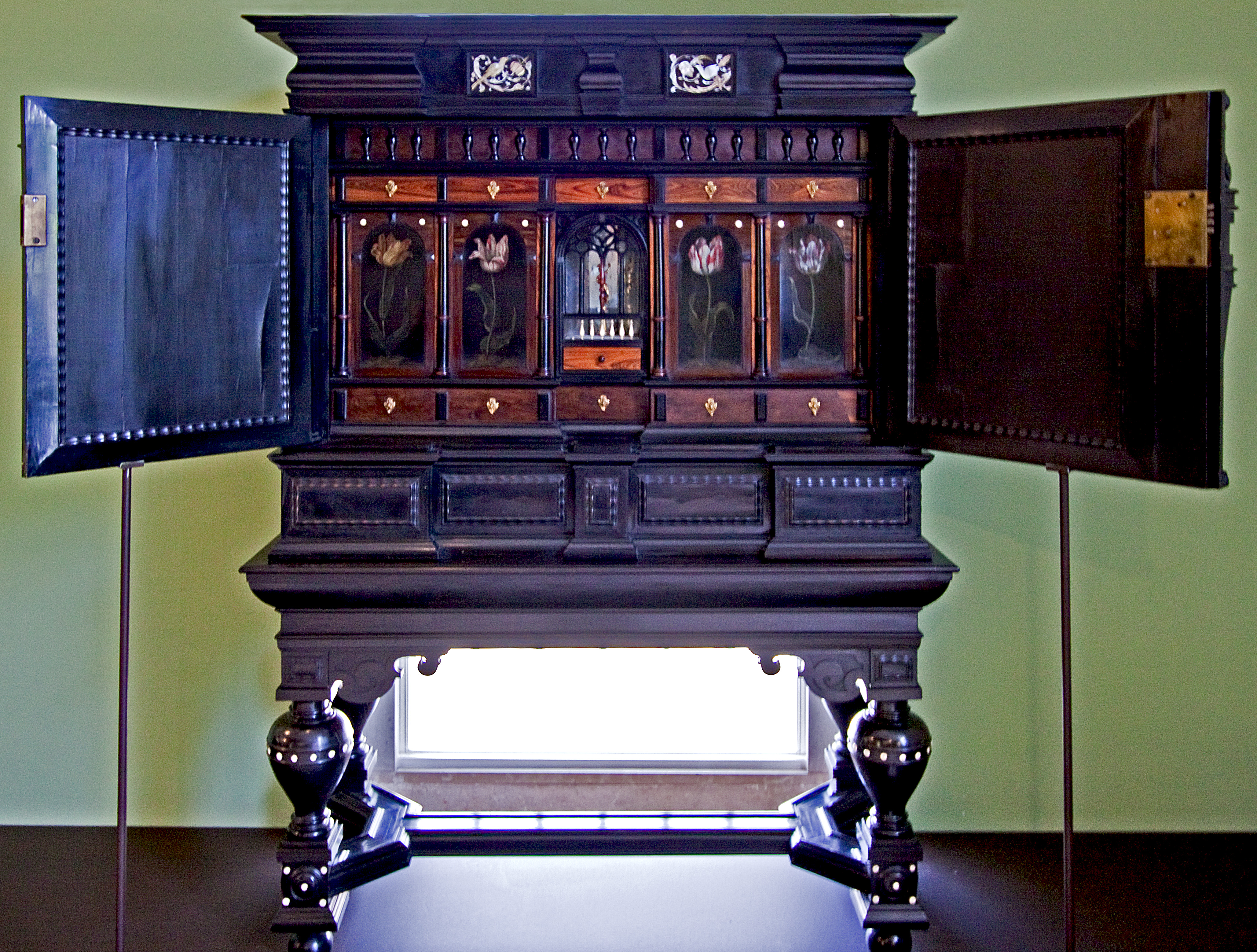
Tulpenkabinet

Doomer vestigde zich in 1613 in Amsterdam en trouwde met Baertje Martens met wie hij negen kinderen kreeg, waaronder de schilder Lambert Doomer. Hij specialiseerde zich in de bewerking van ebbenhout en vervaardigde onder meer kunstkabinetten, maar vooral ook schilderijenlijsten. Er is wel beweerd dat hij ook lijsten aan de schilder Rembrandt van Rijn leverde, maar dat wordt in een boek uit 2018 tegengesproken. Doomer ontwikkelde een procedé waarbij hij balein, dat in de 17e eeuw vanwege de bloeiende walvisvaart ruim verkrijgbaar was, in een metalen mal perste en kleurde. Het eindproduct leek veel op het destijds zeer kostbare ebbenhout. Hier vroeg hij in 1641 octrooi voor aan.
Omstreeks 1640 bestelde hij bij Rembrandt twee portretten, van hemzelf en zijn vrouw. Deze portretten bevinden zich in het Metropolitan Museum of Art in New York en de Hermitage in Sint-Petersburg. Zijn zoon Lambert kreeg een opleiding tot meubelmaker van zijn vader, maar vervolgde zijn opleiding bij Rembrandt en werd uiteindelijk kunstschilder.
- Biografisch Portaal: 80881289
- Gemeinsame Normdatei: 1070635456
- RKD-Nederlands Instituut voor Kunstgeschiedenis: 367799
- Virtual International Authority File: 315940442
- WorldCat: E39PBJr3v9hdp9cXmvMCkyBpT3